# Indre
|  | Per a altres significats, vegeu «Indre (desambiguació)». |

L'Indre (36) és un departament francès que pren el seu nom del riu homònim.

## Geografia
L'Indre és un dels sis departaments que formen la regió Centre. Limita amb els departaments de l'Indre i Loira, Loir i Cher i Cher, també de la regió Centre, amb els departaments llemosins de Cruesa i Alta Viena, i amb el departament de Viena, situat a la regió de Poitou-Charentes.

## Història
L'Indre va ser un dels vuitanta-tres departaments originals creats durant la Revolució Francesa, el 4 de març de 1790 (en aplicació de la llei del 22 de desembre de 1789). Va ser creat a partir d'àrees pertanyents a l'antiga província de Berry.

## Política
L'any 2004, Louis Pinton (UMP) va ser reelegit com a president del Consell General de l'Indre amb els vots dels consellers del seu propi partit, així com amb els vots de la UDF i dels no-adscrits de dreta (18 vots).
Les principals atribucions del Consell General són votar el pressupost del departament i escollir d'entre els seus membres una comissió permanent, formada per un president i diversos vicepresidents, que serà l'executiu del departament. Actualment, la composició política d'aquesta assemblea és la següent:
- Unió per un Moviment Popular (UMP): 10 consellers
- Partit Socialista (PS): 6 consellers
- No-adscrits de dreta: 6 consellers
- Unió per a la Democràcia Francesa (UDF): 2 consellers
- Partit Comunista Francès (PCF): 2 consellers